# Arthroteles bombyliiformis
Arthroteles bombyliiformis är en tvåvingeart som beskrevs av Mario Bezzi 1926. Arthroteles bombyliiformis ingår i släktet Arthroteles och familjen snäppflugor. Inga underarter finns listade i Catalogue of Life.